# ArcaOS
ArcaOS ist ein Betriebssystem von Arca Noae und als solches die OEM-Weiterentwicklung und der Nachfolger von OS/2. Arca Noae übernahm 2015 die Firma Serenity Systems, die bis dahin das Betriebssystem unter dem Namen eComStation (kurz eCS) vertrieb. eComStation war eine Weiterführung des 32-Bit-Betriebssystems OS/2 von IBM, bis 1991 auch Microsoft, dessen Entwicklung und Vermarktung IBM 1999 einstellte. Danach wurde die Weiterentwicklung hauptsächlich durch Mitarbeiter der niederländischen Firma Mensys, freiwilligen Helfern und durch die Open-Source-Entwicklergemeinschaft Netlabs.org getragen. Unter dem Dach von Netlabs.org wurden zahlreiche Erweiterungen entwickelt oder portiert. So stammt unter anderem der Dokumentbetrachter Lucide, der PDF-, JPEG- und DjVu-Dateien anzeigen kann und in eComStation 2.0 integriert wurde, von Netlabs. Auch das Projekt Odin wurde von Netlabs betreut, mit dessen Hilfe eine größere Anzahl von Windowsprogrammen auf OS/2, eComStation und ArcaOS verwendet werden können.
Eine Demoversion von eComStation 1.2R und die Betaversion 2.2 waren als Live-System verfügbar (ähnlich Knoppix), bei dem kein (schreibender) Zugriff auf die Festplatte nötig ist. Bestimmte Netzwerkkarten werden unterstützt und automatisch erkannt. Die Netzwerkkonfiguration erfolgt automatisch per DHCP, so ist z. B. der Zugriff auf das WWW mit dem enthaltenen Webbrowser Mozilla Firefox möglich.

## Systemarchitektur
Wie OS/2 basiert auch ArcaOS und eComStation auf einer Ringarchitektur. Im inneren Ring 0 laufen Systemkern und Gerätetreiber. Ring 2 wird für Grafiktreiber benutzt. Im Ring 3 laufen Anwenderprogramme. Das System ist ein Single-User-Multitasking-System.
Ohne zusätzliche Installation virtueller Maschinen können neben OS/2-eigenen Anwendungen (GUI- und Konsolenprogramme) auch folgende ausgeführt werden:
- DOS-Sitzungen, einzeln gekapselt (integrierte virtuelle Maschine); dadurch können alte DOS-Programme benutzt werden.
- Windows-3.1-Sitzungen (integrierte virtuelle Maschine) für Windows-3.x-Programme (Win16).

ArcaOS wie auch eComStation integriert sich mit Samba in Windows-Netzwerke und mit eCUPS in Unix/Linux und macOS-Druckumgebungen, auch über WLAN.
Der Treiberentwicklung hatte sich bereits 2014 die Firma Arca Noae verschrieben.
Als 32-Bit-Betriebssystem stehen unter OS/2 nur maximal 4 GB Arbeitsspeicher für Programme zur Verfügung, wobei über PAE zusätzlicher Arbeitsspeicher z. B. als RAM-Disk genutzt werden kann.

## Beschreibung
Oberfläche
EComStation bietet eine objektorientierte Arbeitsoberfläche (Workplace Shell WPS) mit mehreren auswählbaren Bildschirmen. Drag and Drop erfolgt im Unterschied zu vielen anderen Systemen mit der rechten Maustaste.
Skripte und Programmierung
Mitgeliefert wird die leistungsfähige Skriptsprache REXX und Object REXX. Optional kann zusätzlich der erweiterte Kommandointerpreter 4OS2 installiert werden. Für eComStation existieren Laufzeitumgebungen für Java und Qt.
Software-Verwaltung
Ein effektives Software-Verwaltungswerkzeug für Installation und Deinstallation von Software ist WarpIN. Vielfach wird Software aber auch als ZIP-Archiv verteilt. Der Anwender packt das Archiv aus und verschiebt die ausgepackten Dateien in den Programmpfad. Weiterhin wurde das RPM/Yum-System portiert, welches auch Abhängigkeiten einzelner Softwarepakete überprüft.

## Abgrenzung zu anderen Betriebssystemen
Hauptunterschiede zu OS/2
ArcaOS bzw. eComStation ist die kompatible Weiterentwicklung von OS/2. Das System wurde an moderne Hardware angepasst (Motherboard mit UEFI als System-Firmware, Drucker, USB, große Festplatten, JFS-Dateisystem, aktualisierter Bootmanager, Rechnernetz, Scanner).
Wegen der geringen Verbreitung ist die Entwicklung von Schadsoftware für das Betriebssystem und die OS/2-Plattform unattraktiv.
Vorteile
- Langzeitstabilität: Es ist möglich, Anwendersoftware und Treiber seit dem Erscheinen von OS/2 (1987 16-Bit, 32-Bit seit 1992) kontinuierlich zu verwenden, ohne dass Betriebssystemaktualisierungen neue Anwendungen erforderlich gemacht hätten. Dies ist insbesondere bei Geschäftsanwendungen ein wichtiger Aspekt.
- Geringe Hardwareanforderungen

Nachteile
- Während seit Mitte der 2010er Jahre so gut wie alle aktuellen Betriebssysteme die Umstellung auf 64-Bit abgeschlossen haben, verbleibt bei ArcaOS unter der Haube im Wesentlichen der von IBM für OS/2 Version 4 in den 1990er Jahren entwickelte 32-Bit-Kernel, mit allen sich dadurch ergebenden Nachteilen.[8]
- Gerätetreiber sind nur in geringerer Anzahl verfügbar; je neuer und spezieller die Hardware, desto unwahrscheinlicher ist die Existenz eines Treibers. (Seit der Beta-Version von ArcaOS 5.1 waren Unterstützung für USB 3.0 und UEFI verfügbar.[9]) Für die Zusammenarbeit mit Smartphones und Tablets sind derzeit keine Lösungen bekannt. Für Bluetooth sind keine Treiber vorhanden.
- ArcaOS ist proprietäre Software und ein kommerzielles Produkt, der Preis liegt über dem von z. B. Windows mit den verbreiteten Windows-Update- oder System-Builder-Lizenzen.
- Das Softwareangebot ist weit geringer als z. B. für Windows oder freie Unix-artige Systeme wie Linux oder *BSD. Windows oder andere Betriebssysteme können allerdings in einer virtuellen Maschine ausgeführt werden. Verschiedene Programme aus der Unix-Welt wurden portiert.
- Trotz ähnlicher grafischer Nutzeroberfläche kann die Bedienung für neue Anwender ungewohnt oder unbekannt sein.

## Mindestanforderungen an die Hardware
| für Version(en)       | eComStation 1.0 bis 2.1                                                                        |
| Prozessor (CPU)       | Intel Pentium 133 MHz oder gleichwertig                                                        |
| Arbeitsspeicher (RAM) | 48 MB (absolutes Minimum für die Installation von einer CD)                                    |
| Grafikkarte           | VGA-Karte mit mindestens 512 kB Speicher.                                                      |
| Festplatte            | 500 MB frei – Parallelinstallation anderer Systeme möglich                                     |
| Optisches Laufwerk    | CD-ROM-Laufwerk – SATA, IDE- oder SCSI-CD-ROM- oder DVD-Laufwerk (USB kann problematisch sein) |
| Maus                  | Beliebige PS/2-, serielle oder USB-Maus                                                        |

## Lizenzmodell
Je Arbeitsplatz ist eine Lizenz zu erwerben.
In der „Home & Student Edition“ sind die „Software Subscription Services“ für einen Zeitraum von sechs Monaten enthalten. Diese Variante wird für den Einsatz bei bis zu fünf Arbeitsplätzen empfohlen.
Die „Business Edition“ ist für Nutzer gedacht, die eComStation auf mehr als fünf Arbeitsplätzen einsetzen wollen. In der Business Edition sind die „Software Subscription Services“ für einen Zeitraum von zwölf Monaten enthalten.
Das „Media-Pack“ erhält drei CDs (System, Bonussoftware und Apache OpenOffice). Der Download erhält nur die System-CD.

## Liste: Funktionsumfang
In den letzten stabilen Versionen 2.1 von eComStation sind unter anderem folgende Programme und Treiber zu finden (Auswahl):
- Neuer Bootloader AiR-BOOT (version "1.0.7 final") erlaubt die Installation von Multi-Boot-Systemen, ohne die primäre Partition aufzugeben (erforderlich z. B. für vorab installiertes Windows 7).
- Aktueller OS/2-Kernel 14.105
- ACPI 3.18 für neuen Kernel 14.105
- Überarbeiteter ACPIWIZARD, um APM Maustreiber zu unterstützen
- AHCI-Unterstützung mit Treiberversion 1.12, ermöglicht die Installation von Systemen, die ausschließlich auf AHCI basieren. AHCI-Controller versprechen eine bessere Leistung als übliche SATA-Controller.
- Neue AHCI-Option im Prebootmenü (zurzeit manuell auszuwählen)
- Neuer BOOTDLY-Treiber mit 20 Sekunden Verzögerung beim Booten, so dass SCSI-Controller und Festplatten Zeit zum Initialisieren haben. Der Treiber wird von OS2CSM und HWMERGE hinzugefügt, wenn ein SCSI-Treiber ausgewählt wird.
- Verbesserter Festplattenintegritätstest mit graphischer Bedienmöglichkeit
- SciTech SNAP-ENT-Grafiktreiber (unterstützt werden mehr als 240 Chipsätze, Overlay, DualHead und DVI je nach Chipsatz).
- Panorama-Grafiktreiber
- Verbesserter VESA-Grafiktreiber Treiber VBE2GRAD.DLL (universeller Grafikkartentreiber) zur verbesserten Arbeit in VirtualBox (seit eCS 2.0, bietet eine verbesserte VESA-Unterstützung und erlaubt Breitbildformate bei Intel- und AMD/ATI-Grafikchips durch die Manipulation des Grafikkarten-BIOS).
- USB-Unterstützung: OHCI-, UHCI- (USB 1.1) und EHCI-Treiber (USB 2.0) für Drucker, Tastaturen, Mäuse, USB-Sticks und weiterer USB-Hardware
- Treiber für Netzwerkkarten (wird mit eCS 2.0 durch GenMAC >=2.2 erweitert)
- Treiber für WLAN-Karten (wird mit eCS 2.0 aktualisiert; GenMAC >=2.0 unterstützt dann auch die WPA-Verschlüsselung)
- Treiber für Soundkarten oder Soundchips durch Uniaud, eine Portierung des Linux ALSA-Subsystems.[12]
- EIDE- (PATA) und SATA-Treiber von Daniela Engert
- Bootfähiges Filesystem JFS 1.9.4 (schon seit dem Erscheinen von eCS 2.0 wird auch der Bootvorgang von einer JFS-Partition unterstützt).
- Erweiterte Hardwareerkennung nun auch für Intel PRO/1000 PCIe
- NTFS-Unterstützung (nur lesend)
- FAT32-Unterstützung
- eCUPS macht so gut wie alle neueren Drucker nutzbar (PostScript-, PCL-, Tintenstrahldrucker, sowie Plotter).
- Scannertreiber SANE (SCSI und USB)
- Vereinfachter Logical Volume Manager
- Weitere enthaltene Open-Source-Software
- Wireless-LAN-Monitor[13] für die Konfiguration des WLAN-Netzwerkinterfaces (nutzt den GenMAC-Treiber und integriert sich in xWorkplace oder eWorkplace).
- Software Subscription Services (12 Monate Laufzeit; Zugriff auf Beta- und neue eCS-Versionen, wenn diese in den 12 Monaten erscheinen)

## Liste: Verfügbare Software für ArcaOS (OS/2)
Unter anderem sind folgende Pakete aus dem Open-Source-Bereich für ArcaOS direkt verfügbar oder wurden von anderen Betriebssystemen auf OS/2 portiert:
- Palette der Mozilla-Produkte:
  - Mozilla Firefox Version 45.9[14]
  - Mozilla Thunderbird Version 45.8[15]
  - SeaMonkey (Version 2.x.x) (Im Internet sind die Versionen 2.14.11/ESR oder 2.35a2 nachinstallierbar)[16]
- Samba-Server basierend auf
  - Samba Version 3.0.x (stabil)
  - Samba Version 3.3.16 (stabil)
  - Samba Version 3.5.9 (im Testbetrieb)
- Samba-Client basierend auf
  - Samba Version 3.0.x (stabil)
  - Samba Version 3.3.x (im Testbetrieb)
- Ghostscript (9.1)
- eCUPS macht aktuelle Drucker nutzbar
- ePDF zum Drucken in eine PDF-Datei[17]
- Apache OpenOffice 4.1.11[18]
- MPlayer (samt dem Qt-basierten SMplayer-Frontend)
- VLC media player 3.0.21[19]
- Scribus 1.4.8 (Desktop-Publishing, Open Source)[20]
- Maul-Publisher 3.0.16 (Desktop-Publishing, kommerziell)
- VirtualBox 5.0.51 ermöglicht die Nutzung anderer Betriebssysteme in virtuellen Maschinen, zum Beispiel Windows 7[21]
- Virenschutzprogramm ClamAV
- RPM / Yum
- für Softwareentwickler
  - Qt (Bibliothek) (Version 4.7.3) und darauf aufbauend Dutzende Applikationen. Ferner werden Qt5 und Qt6 durch die Community auf OS/2 portiert.
  - Python 3.9
  - Free Pascal 3.2.2[22]
  - WDSibyl 3.9
  - GCC-Compiler (Version 4.4.x)
  - Open Watcom Compiler 2.0[23]
  - Java (OpenJDK) 6.0
  - Tcl/Tk Skriptsprache mit grafischer Oberfläche

## Liste: Versionen
- 10. Juli 2001: eComStation 1.0
- 18. April 2003: eComStation 1.1[24][25]
- 18. Dezember 2004: eComStation 1.2
- 13. März 2006: eComStation 1.2R Media Refresh (deutsch), ein weiteres Update der CD1 wurde am 5. April 2006 vorgenommen
- 21. Mai 2010: eComStation 2.0 (bisher nur in Englisch)
- 10. Mai 2011: eComStation 2.1 (bisher nur in Englisch und Deutsch)
- 28. Februar 2013: eComStation 2.2 public beta (englisch)
- 15. Mai 2017: ArcaOS 5.0[26] (nur auf Englisch verfügbar); die letzte Aktualisierung 5.0.8 erschien am 1. Juni 2023[27]
- 27. August 2023: ArcaOS 5.1; vorerst nur auf Englisch, eine deutsche Version ist als Version 5.1.1 angekündigt.[28]

Von ArcaOS gibt es zwei Lizenzen, eine „personal edition“ und eine „commercial edition“, zu unterschiedlichen Preisen.

## Liste: Anwender
Stand 2020 (Auswahl):
- Alstom, Deutschland
- AustriaCard, Österreich
- Boeing, USA
- Böwe, Bell + Howell, USA
- Canadian Coast Guard, Kanada
- Caterpillar, Singapur
- Colgate-Palmolive, USA
- Fujitsu, Japan
- Gemalto, Niederlande
- Johnson & Johnson, USA
- Massachusetts Institute of Technology, USA
- Mauell GmbH, Deutschland
- Max-Planck-Gesellschaft, Deutschland
- Michelin, Frankreich
- Océ, Niederlande
- Qatar Petroleum, Katar
- Siemens, Deutschland
- Standard Bank, South Africa
- Trustco Bank, USA
- United States Postal Service, USA
- Universal Instruments, USA
- VMware, USA
- Whirlpool Corporation, USA